# Natal'ja Glebova (pattinatrice)
Natal'ja Grigor'evna Glebova, coniugata Šive (in russo Наталья Григорьевна Глебова-Шиве?; Kemerovo, 30 aprile 1963), è un'ex pattinatrice di velocità su ghiaccio sovietica, dal 1992 russa.

## Carriera
In carriera vanta la più prestigiosa medaglia alle Olimpiadi di Sarajevo 1984, dove vinse la medaglia di bronzo nei 500 metri.

## Palmarès

### Olimpiadi
- 1 medaglia:
  - 1 bronzo (500 m a Sarajevo 1984).